# انجمن میهن‌پرستانه ارمنیان اروپا
انجمن میهن‌پرستانه ارمنیان اروپا (انگلیسی: Armenian Patriotic Society of Europe) در سال ۱۸۸۵ میلادی توسط مکرتیچ پرتوگالیان و کاراپت هاکوپیان بنیانگذاری شد.  مقر این انجمن چسیلتون رود فولام بود.